# Brigitte Luypaert
Brigitte Luypaert, née le 19 mars 1954, est une femme politique française.

## Détail des fonctions et des mandats

### Mandat parlementaire
- 8 juin 2002 - 1er juin 2004 : Sénatrice de l'Orne

### Mandat de maire
- Mars 2001- En cours